# Hack 'n' Slash (jogo eletrônico)
Hack 'n' Slash é um jogo eletrônico desenvolvido pela Double Fine Productions. Apresentado durante a Amnesia Fortnight 2012 da Double Fine, Hack 'n' Slash é um jogo de ação e aventura de cima para baixo semelhante a The Legend of Zelda, embora com armas e objetos no jogo que permitem ao jogador hackear o mundo do jogo para alcançar a vitória. O jogo foi lançado no Steam's Early Access em 6 de maio de 2014, para Microsoft Windows, OS X e Linux. Deixou o status de acesso antecipado e se tornou um lançamento completo em 9 de setembro de 2014.

## Jogabilidade
O jogador controla a personagem principal do jogo, Alice (uma referência aos nomes comuns de Alice e Bob), armado com uma "espada USB" vista de cima para baixo. Embora o jogador possa usar a espada e outras armas e ferramentas para explorar masmorras e lutar contra inimigos de maneira tradicional, a própria espada também pode interagir de maneiras especiais com qualquer objeto do jogo, incluindo inimigos e obstáculos, que possua uma porta USB. Neste ponto, o jogador pode alterar os parâmetros básicos do objeto para alterar seu comportamento. Os exemplos incluem ajustar a velocidade de movimento de um inimigo ou definir os pontos de vida de um contêiner para zero, fazendo com que ele entre em colapso e libere seu conteúdo. O jogador também pode hackear as variáveis de Alice, como seu nome ou pontos de saúde.  Para objetos de jogo que não possuem essas portas USB, o jogador pode usar bombas limitadas que pausam a execução do código dos objetos capturados na explosão, permitindo-lhes hackear temporariamente o código do objeto, como definir um sinalizador que dá a esses objetos uma porta USB para  ser hackeado ainda mais.

O jogador pode interagir com qualquer objeto no Hack 'n' Slash que possua uma porta USB (como os pilares em forma de diamante no meio da tela) para acessar o código do objeto e ajustar seus parâmetros para atingir diversos objetivos.

Outra ferramenta que Alice possui é o Third Eye Hat que abre uma interface de depuração, a mesma que Double Fine usou para criar e testar o jogo. Com isso, o jogador pode ver elementos do código por trás dos objetos, como o conteúdo de um contêiner ou blocos invisíveis. Embora o jogador não possa hackear o código enquanto estiver no modo de depuração, ele pode usar esse conhecimento para atingir objetivos. Em um caso, com uma série de blocos invisíveis flutuando muito lentamente sobre um abismo, o jogador é capaz de hackear o relógio interno do jogo que, para o jogador, aceleraria o movimento dos blocos. Ao completar missões, o jogador ganha livros do jogo que representam os arquivos de código reais usados pelo jogo, que o jogador pode ler para entender a mecânica do jogo e hackear para alterar a forma como alguns processos que o jogo usa são executados. Por exemplo, um livro fornece o código de como as pontes do jogo são construídas, e o jogador pode hackear o livro para fazer com que as pontes fiquem mais longas conforme necessário. Todas essas mudanças estão afetando diretamente o código base que roda o jogo de aventura principal, e com alterações inadequadas, é possível que o jogador corrompa o jogo salvo ou quebre a mecânica do jogo de aventura, mas o programa do jogo permitirá ao jogador voltar às versões restauradas do código do jogo para corrigindo esses.

## Desenvolvimento
Hack 'n' Slash foi uma das várias ideias apresentadas para votação no projeto Amnesia Fortnight 2012 da Double Fine, onde os usuários poderiam votar nos conceitos de jogos que mais gostariam de jogar. Hack 'n' Slash foi uma ideia apresentada pelo programador sênior Brandon Dillon, como um jogo tipo Zelda com a capacidade de hackear os recursos do jogo. O título recebeu mais votos e foi um dos cinco outros títulos que a Double Fine afirmou que iriam desenvolver em jogos completos. Uma versão comercial completa do jogo foi anunciada em dezembro de 2013, com lançamento previsto para Windows, Mac e Linux no primeiro semestre de 2014. O anúncio também revelou que parte do financiamento do jogo virá do Indie Fund. O anúncio também continha uma única imagem vinculada a um grande arquivo de computador compactado que os usuários decodificaram para descobrir informações sobre o mundo do jogo.
Dillon explicou que a versão completa é menos um jogo de aventura e "realmente um jogo de quebra-cabeça que ensina sobre hacking", provando uma curva de aprendizado para ajudar os jogadores a aprender cada uma das ferramentas fornecidas no jogo.

## Lançamento
O jogo foi lançado como um título de acesso antecipado no Steam em 6 de maio de 2014. O modelo de acesso antecipado visa facilitar o ajuste fino dos Puzzles do jogo dada sua mecânica incomum, além de permitir a integração de recursos do Steam Workshop.
Com o lançamento do patch 1.0 em 9 de setembro de 2014, o código-fonte do jogo também foi lançado pela Double Fine.

## Recepção
Hack 'N' Slash recebeu avaliações "mistas ou médias", de acordo com o agregador de avaliações Metacritic.
IGN deu ao jogo uma nota 7,7 de 10, escrevendo: "apesar de todas as coisas muito inteligentes, ambiciosas e nunca antes tentadas que Hack N'Slash faz tão bem, ele tem uma tendência a deixar a bola cair nas coisas fáceis. É os mapas são um incômodo de se locomover, com controles escorregadios...[ele tem] uma tendência a ficar tão envolvido em ser inteligente que a jogabilidade sofre por isso...", e finalmente concluiu que os programadores se divertiriam com o jogo. Eurogamer elogiou os gráficos do jogo e a maneira como o jogo exigia a atenção do jogador, chamando o título de "uma espécie de tempestade perfeita de design de jogos indie", enquanto criticava seus obstáculos injustos, dicas visuais obtusas e falta de polimento. GameSpot e PC Gamer achou o humor do jogo único e inteligente, e questionou como "se você não estiver familiarizado com a criação de jogos, poderá descobrir que cada piada se perde enquanto resolve o quebra-cabeça associado, e só é engraçada em retrospectiva, depois sua conclusão".